# Sesamaceae
Sesamaceae is een botanische naam, voor een familie van tweezaadlobbige planten. Een familie onder deze naam wordt zelden erkend door systemen voor plantentaxonomie, maar indertijd wel in het systeem van De Candolle, alwaar ze deel uitmaakte van de Corolliflorae. De bekende vertegenwoordiger is sesam (Sesamum indicum).
Meestal worden de betreffende planten ingedeeld in de familie Pedaliaceae.